# 火车夜市

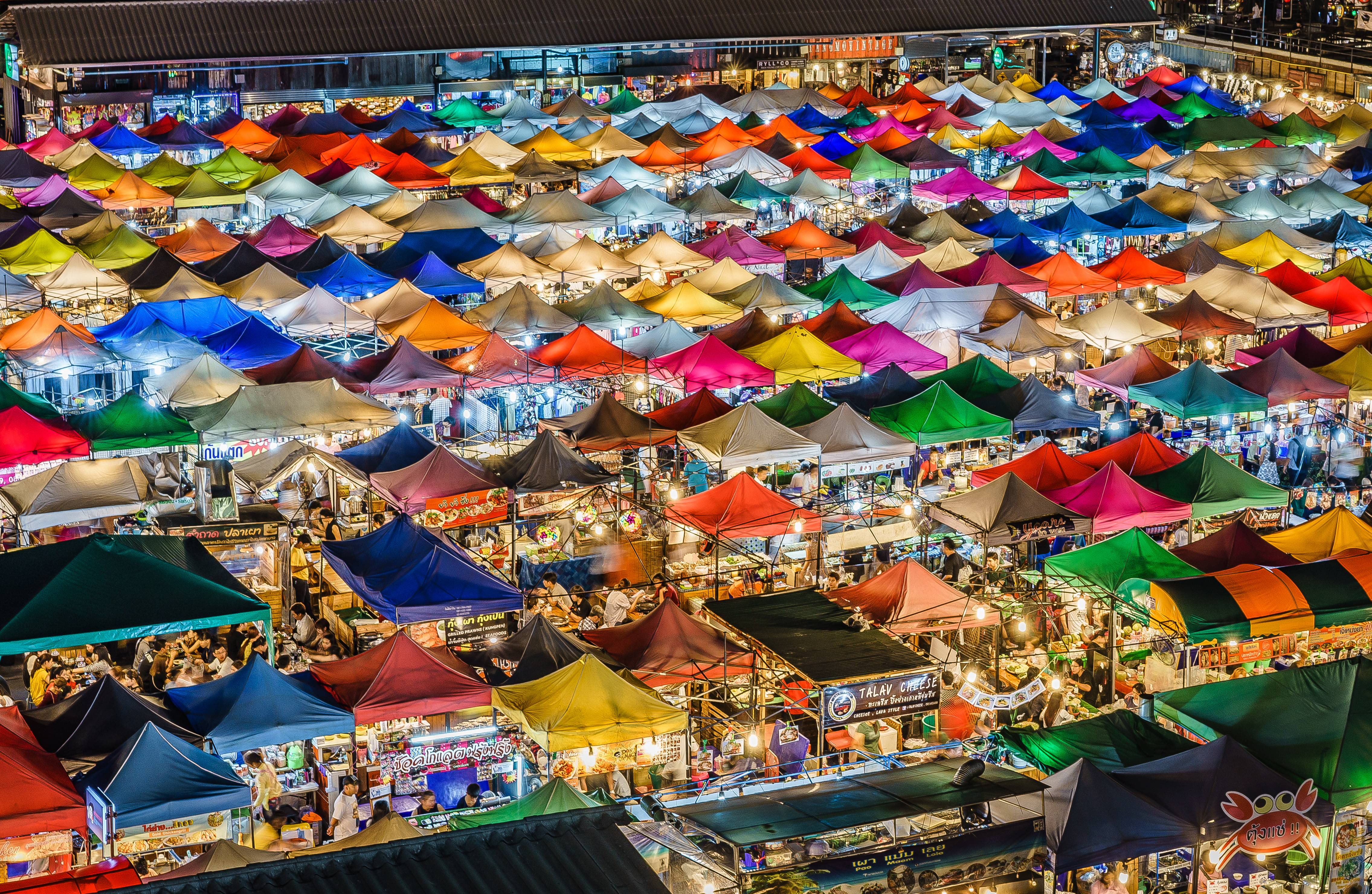
拉差达火车夜市

火车夜市是泰国曼谷的连锁夜市，共有两处，分别是位于邻铃县拉差达披社路的The One Ratchada火车夜市和巴威县诗那卡琳路的诗那卡琳火车夜市（ตลาดนัดรถไฟ ศรีนครินทร์），都是曼谷受欢迎的夜市和旅游目的地。
火车夜市于2010年由古董商拜罗·雷胶（Pairod Roikaew）创建，最初设在乍都节周末市场一带，原本是泰国国铁在甘彭佩路的车辆段用地，在弃用的仓库、铁轨和机车车辆处设立摊位售卖古董、旧物件、古著和餐饮。这里很快在喜爱怀旧气氛的曼谷年轻人之间出名。2013年，因阿皮瓦曼谷中央车站工程而搬迁到巴威县的诗那卡琳路，靠近Seacon Square商场。2015年，又先后在邻铃县的拉差达披社路（近The Esplanade商场）和汶昆县的甲社-那瓦明路设立分址。2022年，拉差达披社路的拉差达火车夜市经过转手，改为The One Ratchada火车夜市继续营业。